# 岳屏广场

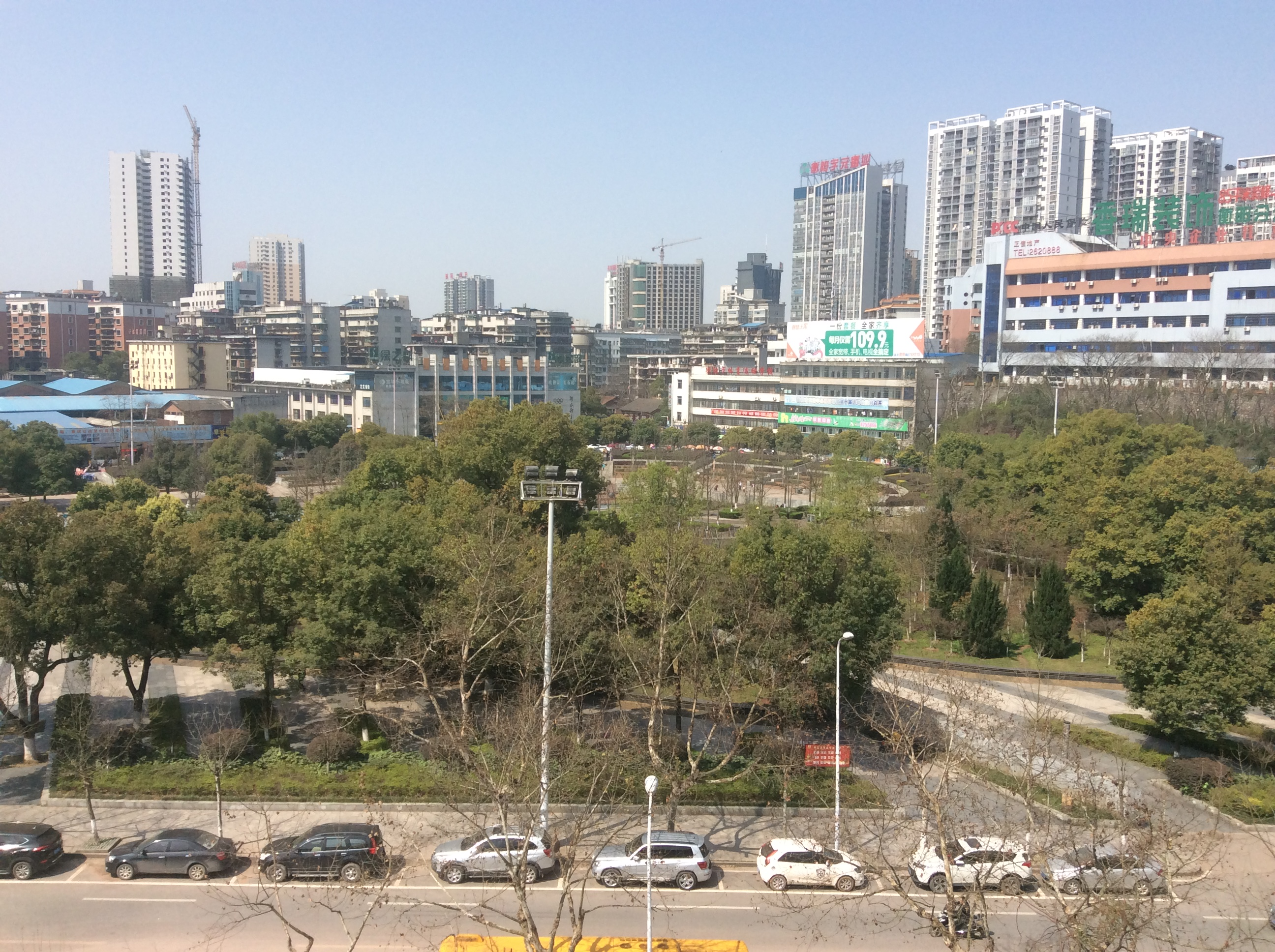
从岳屏公园摩天轮上俯拍的岳屏广场

岳屏广场位于湖南衡阳岳屏公园对面，于2002年6月1日开放。

## 位置与面积
岳屏广场地处衡阳市先峰路，占地面积约6.1万平方米，其中绿化面积1.7万平方米。

## 建设过程
岳屏广场是在拆除原建材市场的基础上新建的，2002年2月7日开工、5月25日竣工。

## 植物
岳屏广场现在种植着金叶女贞、红桎木球、月季花、洒金柏树、红叶石楠、剑兰、瓜子黄杨、细叶麦冬、杜鹃、鸢尾、八角金盘等植物。

## 景观
岳屏广场由同济大学城市规划研究院、衡阳市规划设计院设计，广场总平面呈“凤凰”形布置，寓意衡阳市的发展如凤凰展翅，扶摇直上。
- “和”文化主题广场：包括两座“和”文化广场标志石雕刻、一块大型“和”字雕刻天然黄腊石、一组共四块宣传牌以及五个专题“和谐”文化宣传园、《南岳全图》文化墙[3]。

- 广场内的领舞台
- 广场旁边的体育馆和体校
- 广场旁内的叠水
- 广场的植物
- 广场的植物
- 广场的植物